# Pissónas
Pissónas, en grec moderne : Πισσώνας, est un village de plaine du dème de Dírfys-Messápia, sur l'île d'Eubée, en Grèce. Il est situé au nord-est de Chalcis, sur la route de Néa Artáki à Stení Dírfyos et à une altitude de 100 mètres.
Selon le recensement de 2011, la population de Pissónas compte 652 habitants.